# Gerson Guimarães Junior
Gerson Guimarães Junior, becenevén csak Gerson (São Paulo, 1992. január 7. –) brazil labdarúgó, védekező középpályás és középhátvéd.

## Pályafutása

### Klubcsapatokban
A profi pályafutását a Botafogo de Futebol e Regatas (FR) csapatában kezdte meg 2010-ben. 2011 januárjában leigazolta a holland PSV Eindhoven az ificsapatához, majd 6 hónap múlva a spanyol bajnokságban szereplő Atlético Madrid B csapatának játékosa lett. A 2012–2013-as szezont már az osztrák Kapfenbergerben kezdte meg, ami után kölcsönbe a Rapid Wienhez került, ahol mindvégig alapembernek és erősségnek számított.
2013-ban igazolt a magyar Ferencvárosi TC-hez, 11 bajnoki és 2 Magyar Kupa mérkőzésen játszott. 2014. január 7-én a csapat szerződést bontott vele, mivel a brazil játékos nem jelent meg az NB I-es labdarúgócsapat első évadnyitó találkozóján, különösebb indok nélkül. A játékos később sem hozott fel okot a távolmaradásával kapcsolatban.
2014 januárjában a román Petrolul Ploieștihoz került.
2015 februárjában leszerződtette a lengyel Lechia Gdańsk, majd a 2016–2017-es kiírásra kölcsönbe került a Górnik Łęcznához. Ennek lejárta után visszatért és a dél-koreai Gangwon FC alkalmazta 2017 végéig. 2018 tavaszán a játékjogát birtokló lengyel csapata felbontotta kontraktusát.
2019 elején visszatért hazájába az élvonalban szereplő CS Alagoanóhoz és szeptemberben a második vonalbeli (Série B) Esporte Club São Bentónak kölcsönözték ki.
2020 februárjában visszaköltözött Európába és ingyen igazolhatóként megállapodott Lettország első osztályában, a Virsligában szereplő FK Liepājával, viszont egészen 2021 januárjáig nem lépett pályára. Szintén pénzmozgás nélküli transzferrel a japán harmadosztályú (J3 League) Kagosima United igazolta le. A Császár-kupában kétszer is kezdő volt, ellentétben a bajnoksággal, ahol csupán egyszer kapott lehetőséget. Szerződése 2021. november 1-jén járt le, amit nem hosszabbítottak meg.
2022. február 17-én visszatért korábbi klubjához, a már lengyel másodosztályú Górnik Łęcznához, ahonnan csupán 10 összecsapás és nulla gól után júliusban távozott.